# Drones (álbum de Muse)
Drones es el séptimo álbum de estudio de la banda de rock alternativo británica Muse, lanzado el 5 de junio de 2015 a través de los sellos Warner Bros. Records y Helium 3. Tras el álbum The 2nd Law (2012) en el que Muse se había alejado de su sonido característico, “Drones” es un retorno a sus raíces de rock progresivo y alternativo.
Se trata de un álbum conceptual sobre el uso de drones en las guerras y la deshumanización de los conflictos bélicos modernos. El álbum sigue la historia de un soldado desde el momento en que es indoctrinado para convertirse en un "dron humano" hasta su eventual defección. Se trata también de una crítica al programa de drones del gobierno izquierdista de Barack Obama. 
“Drones” fue ganador de un premio Grammy al "Mejor Álbum de Rock" de 2015. Hasta el año 2018, “Drones” había vendido más de 1.3 millones de copias en todo el mundo.

## Antecedentes
Tras el lanzamiento de los álbumes de estudio The Resistance y The 2nd Law, en los que la banda había estado experimentando con otros sonidos, el trío quiso regresar a sus raíces de rock buscando un sonido más orgánico y pesado, pues sentían que ese lado electrónico se había vuelto demasiado dominante. En este sentido, querían volver al trío de guitarra, bajo y batería.
Bellamy declaró que sería "agradable reconectar con nosotros mismos y recordarnos lo básico de quiénes somos." Wolstenholme añadió que algunas de las canciones de The 2nd Law eran "aburridas" de tocar en directo, y que no estaba seguro de cómo de bien habían funcionado para los conciertos. "El paso lógico es deshacerse de todas esas capas externas y volver a los inicios. A veces, hacer las cosas de forma simple las vuelve más poderosas".
En septiembre de 2014, Bellamy anunció en Twitter que la temática del álbum incluía la ecología profunda, la brecha de empatía, la Tercera Guerra Mundial y el conflicto entre Oriente y Occidente.

## Composición
Drones es un álbum de rock progresivo y hard rock. Bellamy comenzó a trabajar en él durante las pruebas de sonido de la gira de The 2nd Law.
Muse define el álbum como "una metáfora moderna de lo que significa perder la empatía a través de la tecnología moderna, y a través de la guerra con drones en particular. Es posible hacer cosas bastante horribles por control remoto, a gran distancia, sin realmente sentir ninguna de las consecuencias, ni siquiera sentirse responsable de alguna manera." Sobre el uso de la palabra "drones", Bellamy añadió: "Para mí, los drones son psicópatas metafóricos que permiten un comportamiento psicopático sin consecuencias."
La historia narra la transición de un individuo que pasa de ser un humano empático a un robot que mata de forma automatizada. Bellamy añadió que ese individuo podía ser una mujer llamada Mary, argumentando que "las mujeres tienen muchas más dificultades en el mundo". No obstante, no queda claro si esto fue algo que se le ocurrió durante aquella entrevista, o si realmente escribió las canciones con "Mary" en mente, pues en el disco el protagonista parece ser varón (por ejemplo, la voz que grita "Aye, sir!" en «Psycho» es masculina). 
El disco cuenta la historia de esta persona en 12 canciones:
«Dead Inside»: El protagonista sufre un desengaño amoroso y pierde toda esperanza, lo cual le lleva a ser vulnerable al discurso de «Psycho».
«(Drill Sergeant)» + «Psycho»: El sargento le lava el cerebro al protagonista diciéndole que el amor no le llevará a ninguna parte. Le invita a unírsele a él para terminar de deshacerse de su empatía y convertirse en una máquina de matar a su servicio. 
«Mercy»: El personaje reconoce que se está perdiendo a sí mismo. Trata de luchar contra las personas que intentan controlar su mente, y espera que alguien le muestre misericordia y le salve.
«Reapers»: el protagonista va a la guerra dispuesto a exterminar a todo el que se ponga por delante.
«The Handler»: finalmente se da cuenta de que no quiere estar bajo el control de otros y lucha por librarse de su opresor. 
«JFK»: interludio con discurso de John F. Kennedy en el que habla sobre la independencia y libertad individual.
«Defector»: el protagonista deserta el sistema y retoma el control de su vida, y promete acabar con el dictador.
«Revolt»: hay un intento de inspirar a los demás a unírsele en la batalla hacia los poderes que les lavaron el cerebro.
«Aftermath»: cansada de luchar, el protagonista se acerca a los demás buscando confort y simpatía, anunciando que ya nunca estarán solos, y concluyendo así la historia.
«The Globalist» es una pequeña historia que resume todo lo anterior, pero con un mal final. En lugar de librarse de su manipulación y apoyarse en los demás para recuperar la empatía y el amor, este individuo acaba sucumbiendo a los poderes que lo controlaban y convirtiéndose él mismo en un dictador. Se trata de una canción de 10 minutos (la más larga en su discografía) dividida en tres partes. La primera parte inicia con el dictador diciéndole al protagonista que nunca fue amado de verdad y que nunca nadie mostró un verdadero interés en él. Como alternativa, le propone convertirse en el comandante para destruir el mundo. La segunda sección, la más breve y pesada, es un pasaje sonoro en el que el protagonista lo destroza todo, quedando solo él y el dictador en el mundo. Finalmente, en la última parte la persona observa el resultado de sus acciones, pues ha destrozado todos los países y ahora ya no quedan nada más que recuerdos. La canción cierra con el dictador justificando que "solo quería, solo necesitaba ser amado". 
«Drones» es una pieza de canto coral a cuatro voces a capela. Se trata de un arreglo de la pieza «Missa Papae Marcelli» de Giovanni Pierluigi da Palestrina con letras añadidas relativas a la temática del disco. Las voces representan a los muertos del dictador.
En palabras de Bellamy, el mensaje final del álbum es el siguiente: "El poder de un individuo puede superar un sistema complejo, una corporación corrupta, un gobierno corrupto o una tecnología despojando a la humanidad en su totalidad. Hay algo dentro de nosotros que puede superar eso, aunque solo seas una persona."

## Grabación
Muse entró al estudio en Vancouver, Canadá en octubre de 2014.
El álbum fue producido por Robert John "Mutt" Lange, productor de clásicos como Back in Black de AC/DC En un inicio, Bellamy admitió no estar muy seguro del papel de Lange. "No quería que nos convirtiéramos en un acto de los Top 40. Creía que Mutt estaría más centrado en '¿cuál es el single?' o '¿cuál será el gran hit?'". No obstante, esos miedos fueron infundados. "Es el tipo de persona que se mete en la mente del artista".

## Promoción
El 26 de enero de 2015, Muse dio a conocer un video en su cuenta de Instagram con una mesa de mezclas con muestras de audio y una pantalla que indica «Artist - Muse, Album - Drones». Muse comenzó a usar el hashtag «#MuseDrones» en Twitter e Instagram. El 9 de marzo, la banda compartió un fragmento de una nueva canción, «Psycho», y mencionó «la mezcla con un plazo muy corto».
El 12 de marzo de 2015, Muse lanzó un video lírico de «Psycho» en su canal de YouTube e hizo la canción disponible para descarga inmediata con el prelanzamiento del álbum. «Dead Inside» fue lanzada como su sencillo principal el 23 de marzo de 2015. Del 15 al 24 de marzo la banda ofreció seis conciertos en pequeños locales en el Reino Unido, etiquetados como Psycho UK Tour.

## Arte visual
La portada del álbum fue diseñada por el ilustrador estadounidense Matt Mahurin, quien realizó una serie de fotografías, ilustraciones y diseños para todas las canciones del disco. Muse mostró la portada por primera vez el 11 de marzo de 2015 en su cuenta de Instagram.

## Recepción
“Drones” recibió críticas mixtas por parte de la crítica, los cuales alabaron su instrumentalización, pero criticaron el concepto y las letras.
En Metacritic, el álbum tiene un promedio de 63 sobre 100. La revista Q opinó que la promesa de Muse de regresar a sus raíces había sido exagerada, pues "Drones es de todo menos una vuelta al garage rock. La Rolling Stone lo clasificó como un "placer culpable", llamándolo "un comentario incisivo sobre la vaga angustia de nuestra era, la muerte desde arriba impulsada por ordenadores y el clima político orwelliano." Por su lado, Kerrang! le otorgó una puntuación perfecta, llamándolo "un clásico claustrofóbico que agudiza el enfoque de lo que es posible en nombre del rock noble y elevado." En cambio, Pitchfork criticó que «Drones» carecía de sutileza, y criticó sus letras: "Cualquier placer que pueda ser generado a partir del admirable sentido melódico de Bellamy y sus 'hooks' pegadizos queda anulado por la insistencia de Muse de que son profundos en lugar de divertidos". Oliver Keens de la Time Out London criticó que el trato de la temática de los drones es "burda e insensible".
A nivel comercial, el disco alcanzó el número 1 en 21 listas internacionales, incluyendo el US Billboard 200 y el UK Albums Chart, convirtiéndose en el quinto álbum consecutivo de Muse en llegar al número 1 en su país de origen. Se vendieron más de 1 millón de copias en 2015, lo cual lo convirtió en el decimonoveno álbum más vendido del año. En los ránquines de mejores discos del año de las revistas del sector, la NME lo colocó en el número 41, Diffuser.fm en el número 42, y la Rolling Stone en el número 39.

## Gira
“Drones” contó con una gira mundial extensiva que incluyó 132 conciertos. También participaron en una gran cantidad de festivales entre 2015 y 2016, siendo cabezas de cartel en Glastonbury y Download Festival, entre otros. La gira recaudó 88.5 millones de dólares, colocándose en el número 18 de giras más rentables del año.
En julio de 2015 se emitió un concierto de la gira llamado "Muse: Drones World Tour" en salas de cine. 

## Listado de canciones
Todas las canciones escritas y compuestas por Matthew Bellamy, excepto "Drones", un arreglo de una pieza de Giovanni Pierluigi da Palestrina. 
| N.º | Título             | Duración |  |
| 1.  | «Dead Inside»      | 4:22     |  |
| 2.  | «[Drill Sergeant]» | 0:21     |  |
| 3.  | «Psycho»           | 5:16     |  |
| 4.  | «Mercy»            | 3:51     |  |
| 5.  | «Reapers»          | 5:59     |  |
| 6.  | «The Handler»      | 4:33     |  |
| 7.  | «[JFK]»            | 0:54     |  |
| 8.  | «Defector»         | 4:33     |  |
| 9.  | «Revolt»           | 4:05     |  |
| 10. | «Aftermath»        | 5:47     |  |
| 11. | «The Globalist»    | 10:07    |  |
| 12. | «Drones»           | 2:49     |  |

## Personal
Muse
- Matthew Bellamy
- Christopher Wolstenholme
- Dominic Howard

Personal adicional
- Robert John "Mutt" Lange – producción
- Matt Mahurin – ilustraciones del álbum

## Historial de lanzamientos
| País           | Fecha               | Formato                      | Discográfica |
| -------------- | ------------------- | ---------------------------- | ------------ |
| Irlanda        | 5 de junio de 2015  | CD, descarga digital, vinilo | Warner Bros. |
| Reino Unido    | 8 de junio de 2015  | CD, descarga digital, vinilo | Warner Bros. |
| Estados Unidos | 9 de junio de 2015  | CD, descarga digital, vinilo | Warner Bros. |
| España         | 10 de junio de 2015 |                              |              |